# Comté de Turkana
Le Comté de Turkana est un comté de l'ancienne province de la Vallée du Rift au Kenya. C'est le deuxième plus grand par la surface (après le comté de Marsabit) et le plus septentrional du pays. Il est à la frontière avec l'Ouganda, le Soudan du Sud et l'Éthiopie ; il incorpore le triangle d'Ilemi, un territoire contesté, et il est bordé par le lac Turkana à l'est. Il est adjacent aux comtés de West Pokot, Baringo et Samburu. Le comté de Marsabit se trouve sur l'autre rive du lac Turkana.

## Histoire
Quatre sites de l'âge de pierre sont situés sur des affluents de la côte ouest du lac Turkana à Lokalalei, Kokiselei et Nadung, étudiés à partir de 1988,,.
Le plus ancien site du Later Stone Age, Lomekwi, date de 3,3 Ma avant notre ère,. Sur le site archéologique de Nataruk, au sud-ouest du comté, les scientifiques ont découvert les plus anciennes preuves de conflits, établissant ainsi que des guerres ont eu lieu entre groupes de chasseurs-cueilleurs.
L'influence directe des forces coloniales, consistant à pacifier la zone, commence en 1900 et se termine en 1918. Durant l'année 1926, le peuple Turkana est contrôlé par l'armée britannique, qui restreint les déplacements des personnes à l'intérieur d'une zone déterminée du pays, les forçant à s'établir dans ce qui est aujourd'hui le district de Turkana. En 1958, le district voit affluer un grand nombre de personnes cataloguées comme appartenant au peuple Turkana. Elles avaient été expulsées de la ville kényane d'Isiolo et relocalisées de force dans le district par les autorités coloniales. Le district est maintenu dans un relatif isolement jusqu'en 1976, date à laquelle les restrictions de circulation sont levées.
En 2000, des populations du nord du comté ont été harcelées par des Éthiopiens en maraude menant des raids sur les villages et furent, par conséquent, relogées plus au sud.

## Langue
L'endroit est connu, en langue locale, sous le terme d'Aturksven. Plusieurs toponymes du comté viennent des langues parlées par les peuples Pokot et Samburu, lesquels peuplaient la zone avant l'arrivée des Turkana.

## Géographie

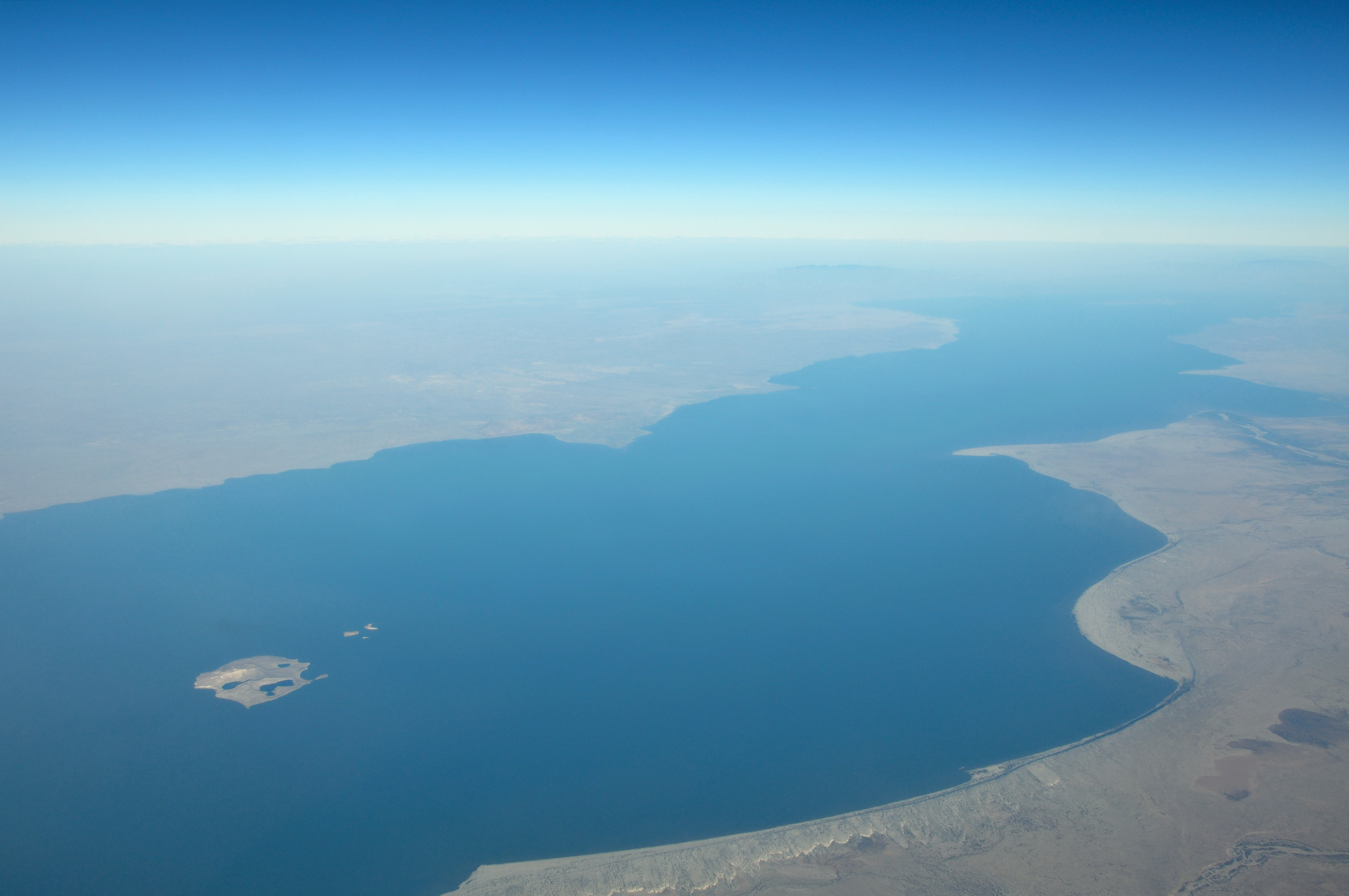
Vue aérienne du lac Turkana.

Le comté faisait partie de l'ancienne province de la Vallée du Rift. Selon des données de 1991, la majorité de sa population vivait, à ce moment, de l'agriculture.
Si on y incluait le lac Turkana, le comté serait le plus grand du Kenya avec une surface de près de 77 000 m2. Sa capitale et plus grande ville est Lodwar ; sa population est, selon le recensement de 2015, de 1 009 225 habitants.
Le comté est un important producteur d'électricité. L'usine hydro-électrique de Turkwel, appartenant à KenGen (Kenya Electricity Generating Company), le plus gros fournisseur d'électricité du pays, est connectée au réseau dans la ville de Lessos. Le comté produit aussi du pétrole, grâce aux blocs 10BB et 13T et présente un potentiel pour la géothermie, l'électricité solaire et éolienne.
Les villes de Kekarongole et Katilu possèdent des réseaux d'irrigation installés à partir de 1975.
Le comté fait partie de la zone aride du pays (arid and semi-arid lands). Les données pluviométriques (données de 1982) indiquent des précipitations inférieures à 254 mm/an avec des extrema à 115 et 650 mm,. La moyenne de pluie en 2013 s'établit à 11,8 mm et à 24 mm en 2014.[Information douteuse]
Depuis 1938, il y a eu treize périodes de sécheresse en l'espace de cinquante ans.

## Économie
Le comté de Turkana est la région la plus pauvre du Kenya. Le comté est, cependant, potentiellement mieux loti qu'auparavant grâce aux explorations minières dont il bénéficie, notamment dans le domaine du pétrole et de l'eau. Les résidents bénéficient aussi des fruits de la décentralisation laquelle est vécue comme une bénédiction pour le peuple « oublié » des Turkana en raison de l'avantage immédiat procuré aux citoyens. L'actuelle administration partage ces bénéfices à parts égales dans tous les sous-comtés afin de renforcer la participation des citoyens aux activités de développement.

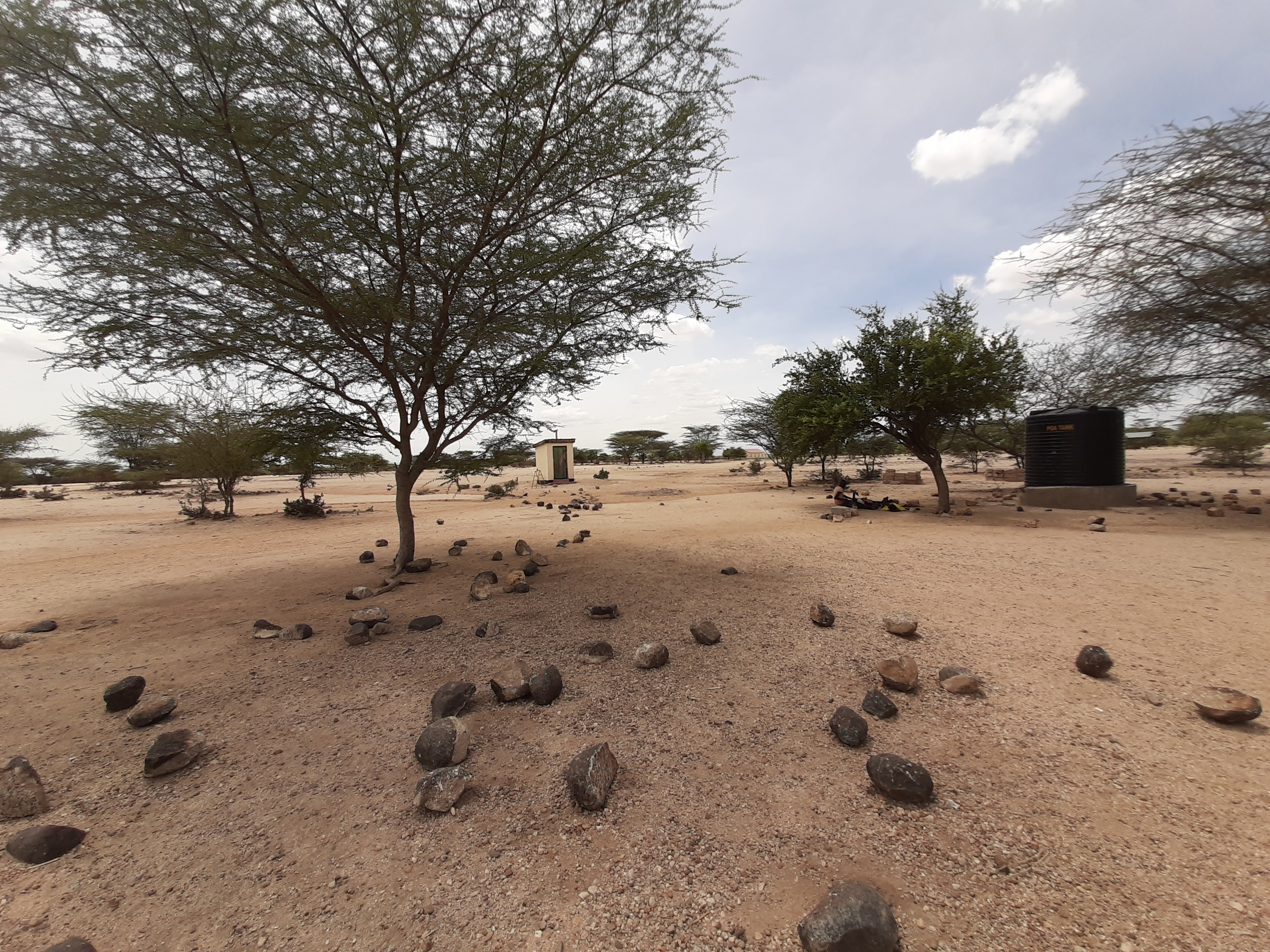
Paysage aride à Naipekar.

Le 26 mars 2012, le président kényan Mwai Kibaki annonce que du pétrole a été découvert dans le comté de Turkana après un forage exploratoire mené par l'entreprise anglo-irlande Tullow Oil, et il ajoute, plus tard : « C'est […] le début d'un long voyage pour faire de notre pays un producteur de pétrole, ce qui prend habituellement plus de trois ans. Nous allons donner à la nation plus d'information au fur et à mesure que le processus d'exploration se poursuivra, ».
En 2005, il existait des sites d'orpaillage à Lochoremoit, Namoruputh, Lokiriama et Ng'akoriyiek.
La richesse d'une personne se mesure par le nombre de têtes de bétail possédées. Des chiffres de 1998 donnent, comme taille moyenne d'un troupeau, 15 à 20 têtes.
En 2013, l'UNESCO annonce la découverte de grandes réserves d'eau souterraine au Turkana. Elle a été découverte grâce à la technologie d'exploration par satellite puis confirmée par forage. L'extraction de l'eau commence en 2014, elle sert à alimenter la ville de Lodwar pour l'irrigation et la consommation domestique.
Le comté reste cependant une zone défavorisée où sévissent la sécheresse et la malnutrition.

## Politique
Le comté est dirigé par le gouverneur Josphat Koli Nanok, entouré de dix ministres.

## Subdivisions
Il existe six circonscriptions électorales :
| nom             | chef-lieu |
| --------------- | --------- |
| Turkana Central | Lodwar    |
| Turkana North   | Lokitaung |
| Turkana South   | Lokichar  |
| Turkana East    | Lokori    |
| Turkana West    | Kakuma    |
| Loima           | Lorugum   |

### Traduction
- (en) Cet article est partiellement ou en totalité issu de l’article de Wikipédia en anglais intitulé « Turkana County » (voir la liste des auteurs).

### Citation originale
1. ↑  (en) « It is... the beginning of a long journey to make our country an oil producer, which typically takes in excess of three years. We shall be giving the nation more information as the oil exploration process continues. »